# Équipe d'Inde féminine de volley-ball
L'équipe d'Inde féminine de volley-ball est une sélection composée des meilleures joueuses indiennes sélectionnés par la Fédération indienne de volley-ball (Volleyball Federation of India, VFI).
La sélection ne compte qu'une seule participation au Championnat du monde féminin de volley-ball, en 1952, où elle termine 8e.
Les Indiennes comptent 8 participations au Championnat d'Asie ; leur meilleure performance est une 7e place en 1979. Elles participent 4 fois aux Jeux asiatiques, terminant notamment 6e en 1982.
L'équipe est médaillée d'or aux Jeux sud-asiatiques de 2019, battant le Népal en finale.